# 北野順哉
北野 順哉（きたの じゅんや、1974年〈昭和49年〉12月24日 - ）は愛媛県松山市出身の実業家。B2リーグ愛媛オレンジバイキングスを運営する株式会社エヒメスポーツエンターテイメント代表取締役社長。

## 経歴
- 1995年 松山大学卒業
- 流通企業・広告会社(TSUTAYA、博報堂)を経験

- 2013年　まるく株式会社（2018年、株式会社マルクに事業譲渡）入社
- 2015年9月　株式会社マルク代表取締役社長
- 2019年7月　株式会社エヒメスポーツエンターテイメント社外取締役
- 同年　学校法人松山大学外部評価委員就任
- 2021年5月　一般社団法人愛媛ニュービジネス協議会 理事
- 2022年9月　株式会社ミライデザインGX 取締役
- 2023年8月18日　株式会社エヒメスポーツエンターテイメント代表取締役社長

## 人物
- 趣味はトライアスロン（初参戦は2009年中島トライアスロン大会[3]）、サイクリング、ジョギング。
- 座右の銘は「愛をすべてのベースに、人は幸せになるために生まれてきた（All you need is Love）」[4]